# 吴贤德
吴贤德（1969年8月—），男，汉族，福建福清人，中华人民共和国政治人物。曾任福建省文化和旅游厅党组副书记、厅长。现任中共福州市委副书记，福州市人民政府市长。